# Drahonice
Drahonice är en ort i Tjeckien.   Den ligger i regionen Södra Böhmen, i den centrala delen av landet, 100 km söder om huvudstaden Prag. Drahonice ligger 469 meter över havet och antalet invånare är 356.
Terrängen runt Drahonice är platt norrut, men söderut är den kuperad. Runt Drahonice är det ganska tätbefolkat, med 120 invånare per kvadratkilometer. Närmaste större samhälle är Písek, 13,1 km norr om Drahonice. Trakten runt Drahonice består till största delen av jordbruksmark.